# اووه کوشینات
اووه کوشینات (انگلیسی: Uwe Koschinat؛ زادهٔ ۱ سپتامبر ۱۹۷۱) بازیکن فوتبال اهل آلمان است.
از باشگاه‌هایی که در آن بازی کرده‌است می‌توان به باشگاه فوتبال اس‌سی فورتونا کلن و باشگاه فوتبال وولفسبورگ اشاره کرد.